# SBB Fe 4/4
Die Fe 4/4, ab 1963 als De 4/4 bezeichnet, sind Gepäcktriebwagen der Schweizerischen Bundesbahnen (SBB), die Ende der 1920er-Jahre für die damals neu elektrifizierten Nebenbahnstrecken mit leichtem Oberbau bestellt wurden. Sie waren bis in die 1980er-Jahre im Einsatz.

## Geschichte
Die SBB suchte nach einem leichten Triebfahrzeug, das für Personenzüge und Güterzüge auf Nebenbahnstrecken die für einen Achsdruck von maximal 16 t ausgelegt waren geeignet war. Es sollte die gleiche Leistung wie die SBB Ce 4/6 haben, aber leichter sein und ohne Laufachsen auskommen. Das Pflichtenheft sah vor, dass eine Last von 160 t auf einer 10 ‰ Steigung auf 60 km/h beschleunigt werden konnte.
Die bestellten 24 Gepäcktriebwagen mit Holzkasten wurden in den Jahren 1927 und 1928 abgeliefert. Der elektrische Teil stammte von Société Anonyme des Ateliers de Sécheron (SAAS) aus Genf, der mechanische Teil der ersten neun Triebwagen von der Schweizerische Wagons- und Aufzügefabrik AG Schlieren-Zürich (SWS), der Rest von der Schweizerischen Industriegesellschaft (SIG) aus Neuhausen am Rheinfall.
Ein fünfundzwanzigster Triebwagen wurde von der Maschinenfabrik Oerlikon (MFO) auf eigene Rechnung gebaut, wobei diverse Verbesserungen, wie zum Beispiel eine Rekuperationsbremse eingeführt wurden. Dieser Sonderling war äusserlich nicht von den anderen Triebwagen zu unterscheiden und wurde von der SBB erst 1930 in den eigenen Bestand übernommen.
Ab 1963 wurden die Fe 4/4 in De 4/4 umgezeichnet. Der Buchstaben F diente bis dahin in der Schweiz als Gattungskennzeichen für Gepäckwagen beziehungsweise -abteile und wurde dann durch den international gültigen Buchstaben D abgelöst.

### Umbauten

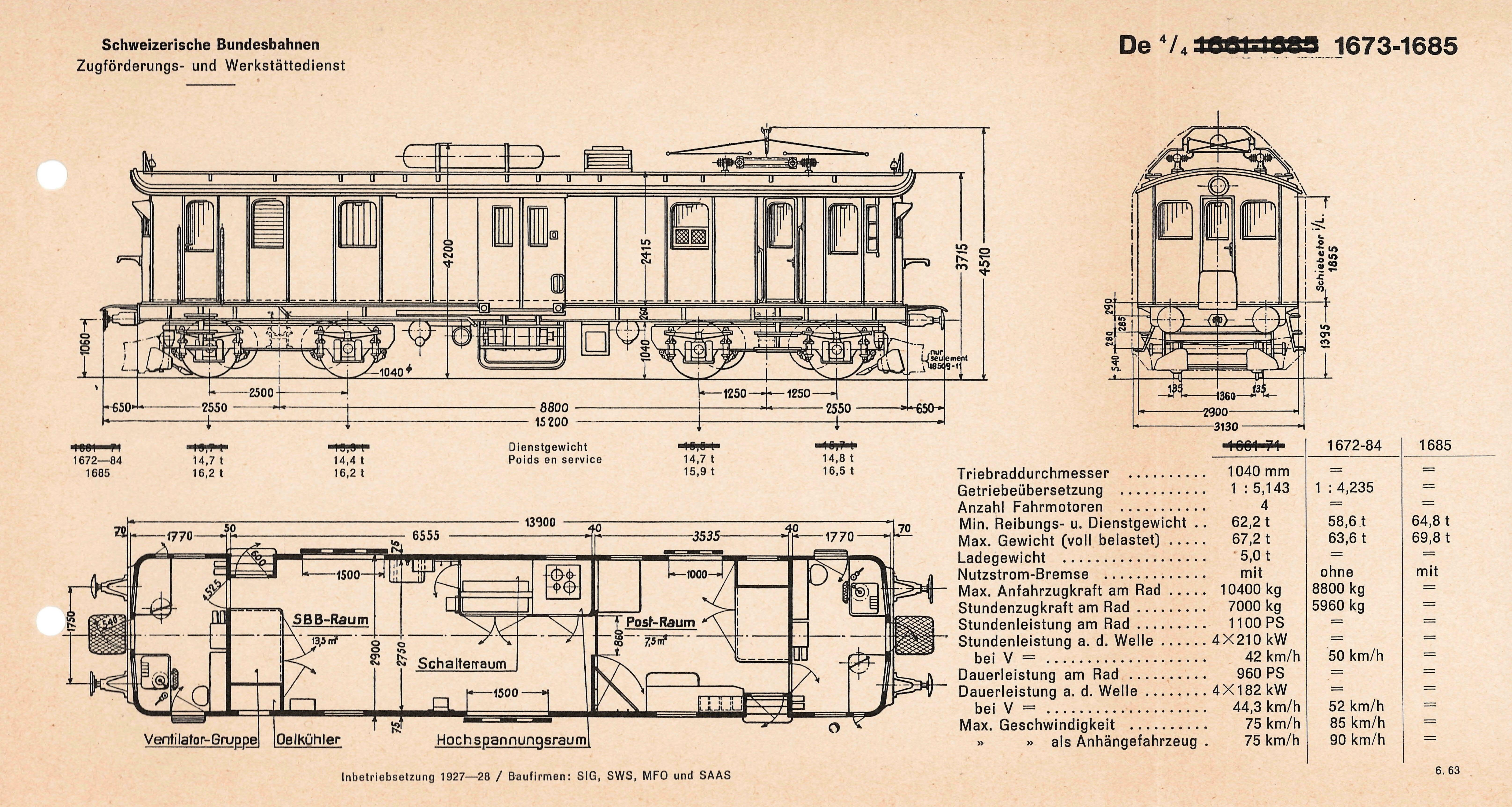
Typpenskizze der SBB Fe 4/4 1673-1685 aus dem Jahre 1963.

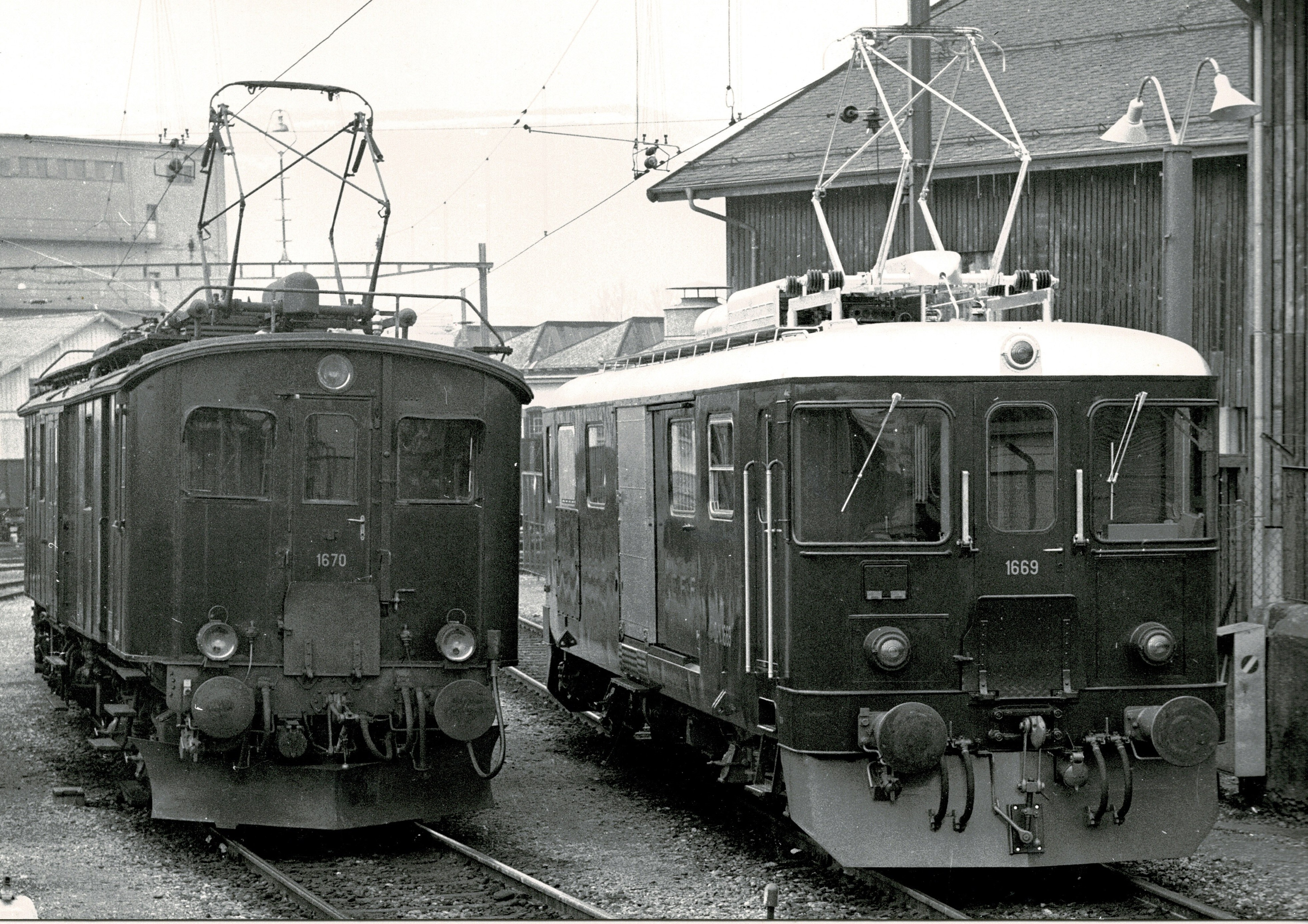
Gepäckäcktriebwagen mit Holz- und Stahl-Neubau-Kasten.

Für den Einsatz im Seetal erhielten die Triebwagen 18501 bis 18508 1930–32 neue Getriebe (Höchstgeschwindigkeit 75 statt 85 km/h) und eine Rekuperationsbremse in Behn-Schaltung. 1939 folgten die Fe 4/4 18509 bis 18511 (Vallée de Joux und Puidoux-Chexbres–Vevey), allerdings mit einer Rekuperationsbremse in MFO-Erregerstromschaltung.
Von 1948 bis 1960 wurden bei allen Fahrzeugen die Fahrmotoren sowie die Lamellenantriebe ersetzt.
Die 11 Fahrzeuge für Steilstrecken wurden zwischen 1966 und 1971 komplett umgebaut. Sie erhielten einen neuen Stahlkasten, wodurch das Gewicht um rund 5 Tonnen gesenkt werden konnte, sowie Führerstände für sitzende Bedienung. Auch die Vielfachsteuerung wurde neu ausgelegt (Vst IIIe statt Vst I).
Der nach Brandschaden 1967 ausrangierte Triebwagen 1685 wurde 1971–72 zur Lokomotive Be 4/4 (Betriebsnummer 12001) umgebaut, um die Umrichtertechnik mit Drehstrom-Asynchronmaschine zu testen, ähnlich wie sie in den deutschen DE 2500 angewandt wurde. Es wurden aber weltweit erstmals GTO-Thyristoren für eine Elektrolok verwendet. Sie wurde 1975 defekt abgestellt und 1981 abgebrochen. Ein Drehgestell ist im Verkehrshaus Luzern erhalten.

### Betrieb

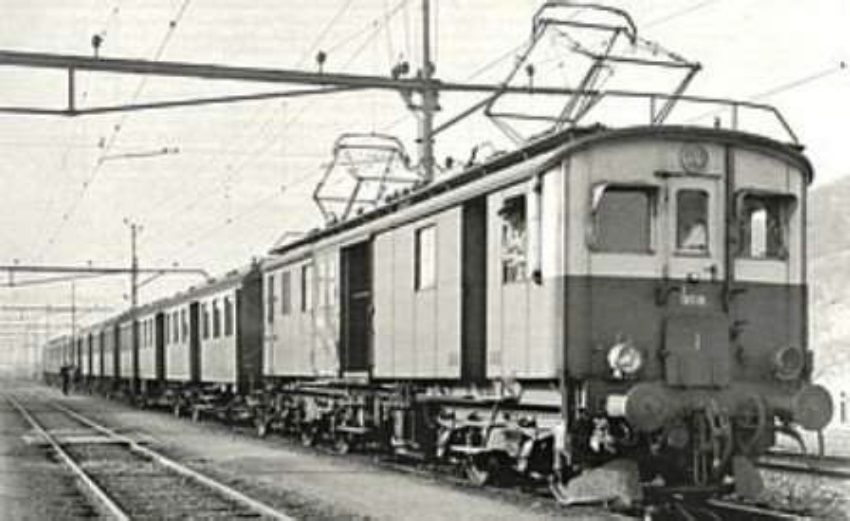
"Arbeiter-Pullman"-Zug, wie er am rechten Zürichseeufer als Vorgänger der S-Bahn eingesetzt wurde.

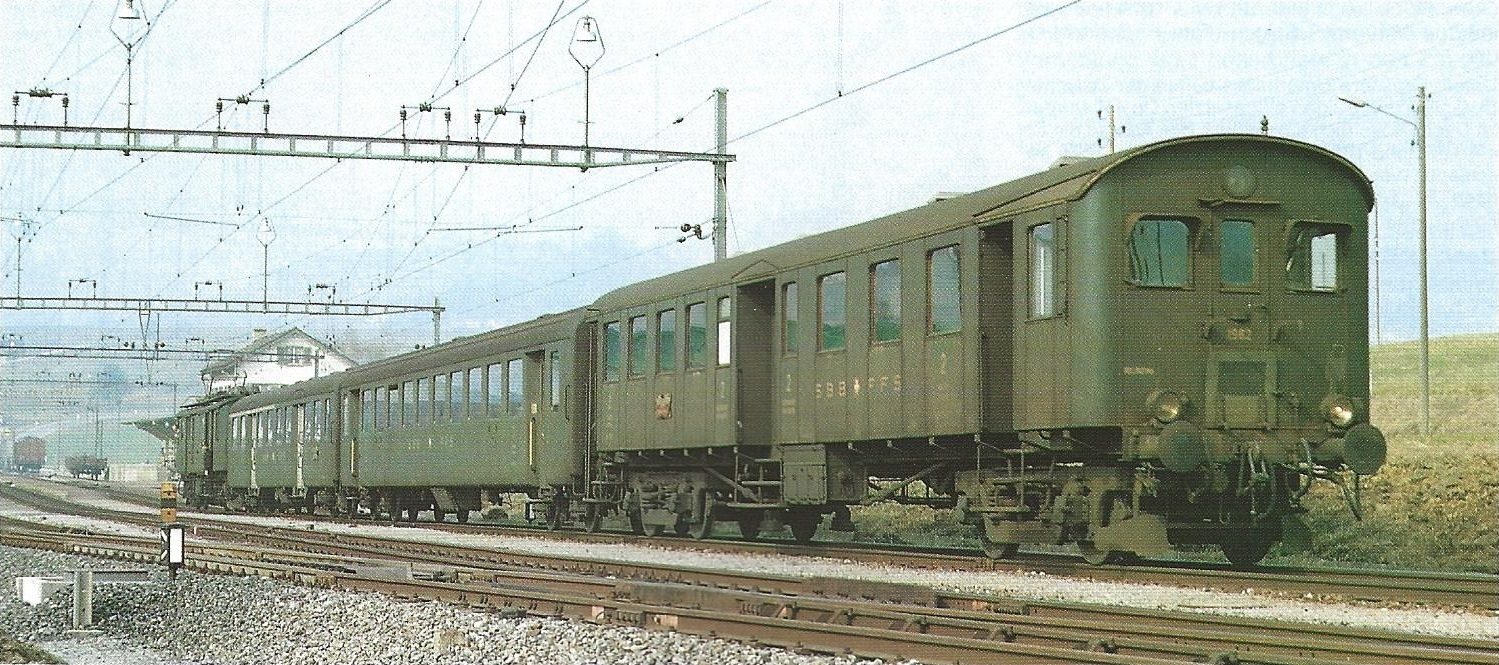
De 4/4 Pendelzug auf der Wehntalbahn, vorne der Steuerwagen Bt 1962.

Die Fe 4/4 verfügten von Anfang an über Vielfachsteuerung mit den Ce 4/6 und den beiden Ce 4/4 sowie den Steuerwagen Bt4, BCt4 und CFt4 und führten Regionalzüge in weiten Landesteilen. Zwei Triebwagen waren auch in blauweisser Farbgebung vor den "Arbeiter-Pullman"-Zügen im Einsatz, darunter der noch erhaltene Fe 4/4 1678. Das blauweiss entspricht dabei den Farben der damaligen Städtische Strassenbahn Zürich (StStZ) wie der heuten Verkehrsbetriebe Zürich (VBZ).
In der Westschweiz verkehrten die Triebwagen ab dem Depot Lausanne auf den Steilstrecke ins Vallée de Joux (40 ‰) und auf der Strecke Puidoux-Chexbres–Vevey (40 ‰), dort auch zusammen mit den Pneuwagen.
In den 1960er-Jahren verkehrten auf der Wehntalbahn, der zuletzt elektrifizierten Strecke des SBB-Normalspurnetzes Pendelzüge mit De 4/4-Triebwagen aus dem Depot Zürich, die meist auch den Güterwagen für den Stückgutverkehr mitführten. Sie verkehrten bis in die 1970er-Jahre auf dieser Strecke, bevor sie von BDe 4/4-Triebwagen abgelöst wurden.
Die nicht umgebauten Triebwagen mit Holzkasten wurden ab den 1970er-Jahren ausrangiert.
1980 hatten nur noch die drei Depots Lausanne, Luzern und Rorschach De 4/4-Triebwagen, wobei Rorschach alle Holzkasten-Triebwagen hatte, während die übrigen Depots diejenigen mit Stahlkasten beherbergten. Die Triebwagen aus Lausanne wurden nur noch im Vallée de Joux eingesetzt, weil auf der Strecke über dem Genfersee bereits die stärkeren BDe 4/4 übernommen hatten. Die Luzerner Triebwagen verkehrten nur im Seetal, die Holzkasten-Triebwagen von Rorschach wurden für die Strecke St. Gallen–Gossau–Sulgen verwendet, wo sie in Doppeltraktion auch vor Güterzügen zum Einsatz kamen. Sie waren prädestiniert für diesen Einsatz, weil die Brücken bei Bischofszell Nord nur Meterlasten von 3,6 t und Achslasten von 16 t zuliessen.
Im selben Jahr wurde die Schweiz wegen der Umstellung auf Sommerzeit in den Nachbarländern zur Zeitinsel. Im Rahmen des überstürzt eingeführten Interimsfahrplans wurden mehr Fahrzeuge benötigt, sodass die De 4/4 nochmals die Ehre erhielten, einen Schnellzug von Rorschach nach St. Gallen zu führen. Er bestand aber lediglich aus einem Triebwagen und zwei 2. Klass-Wagen.

#### Seetal

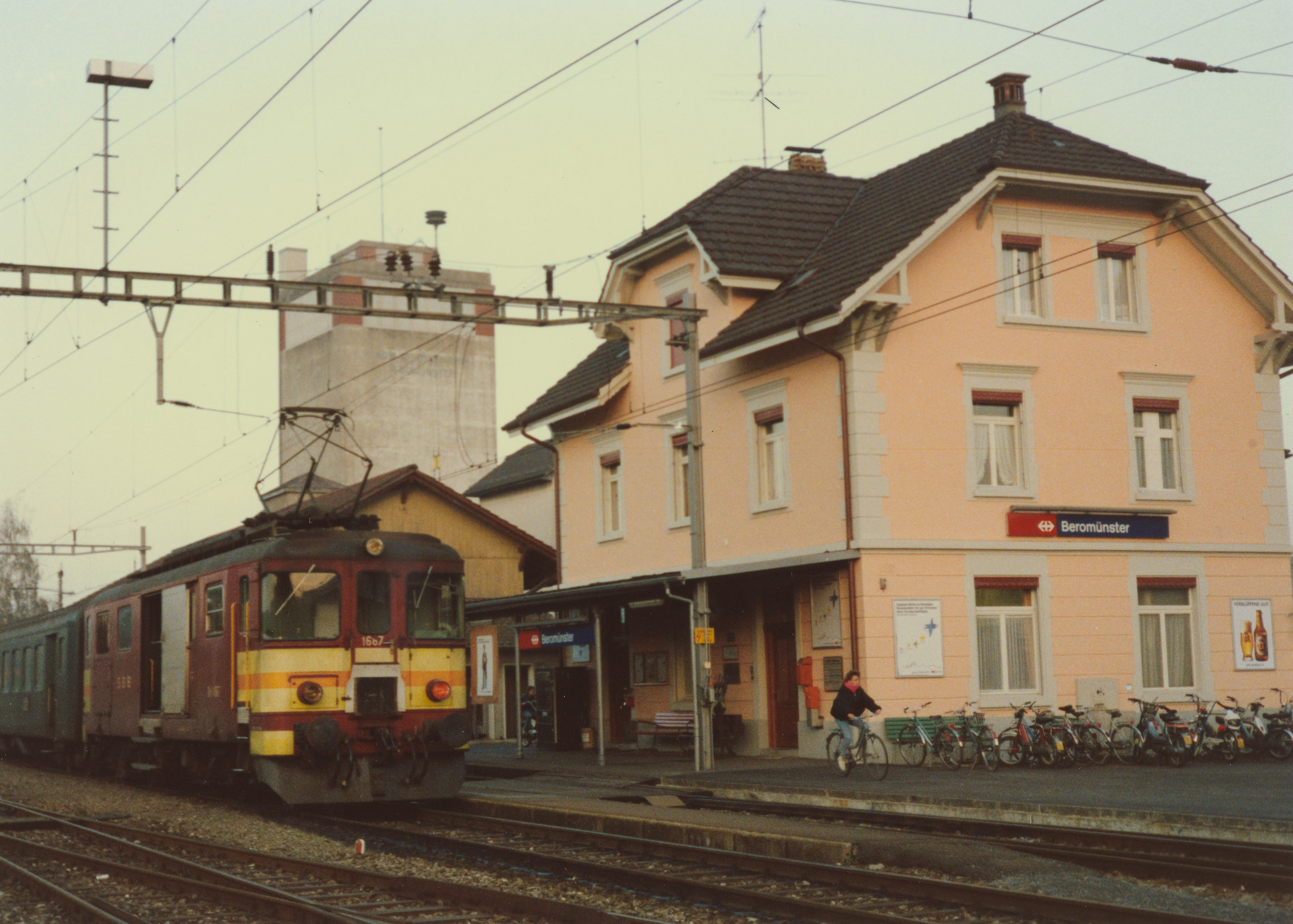
De 4/4 1667 vor Personenzug in Beromünster

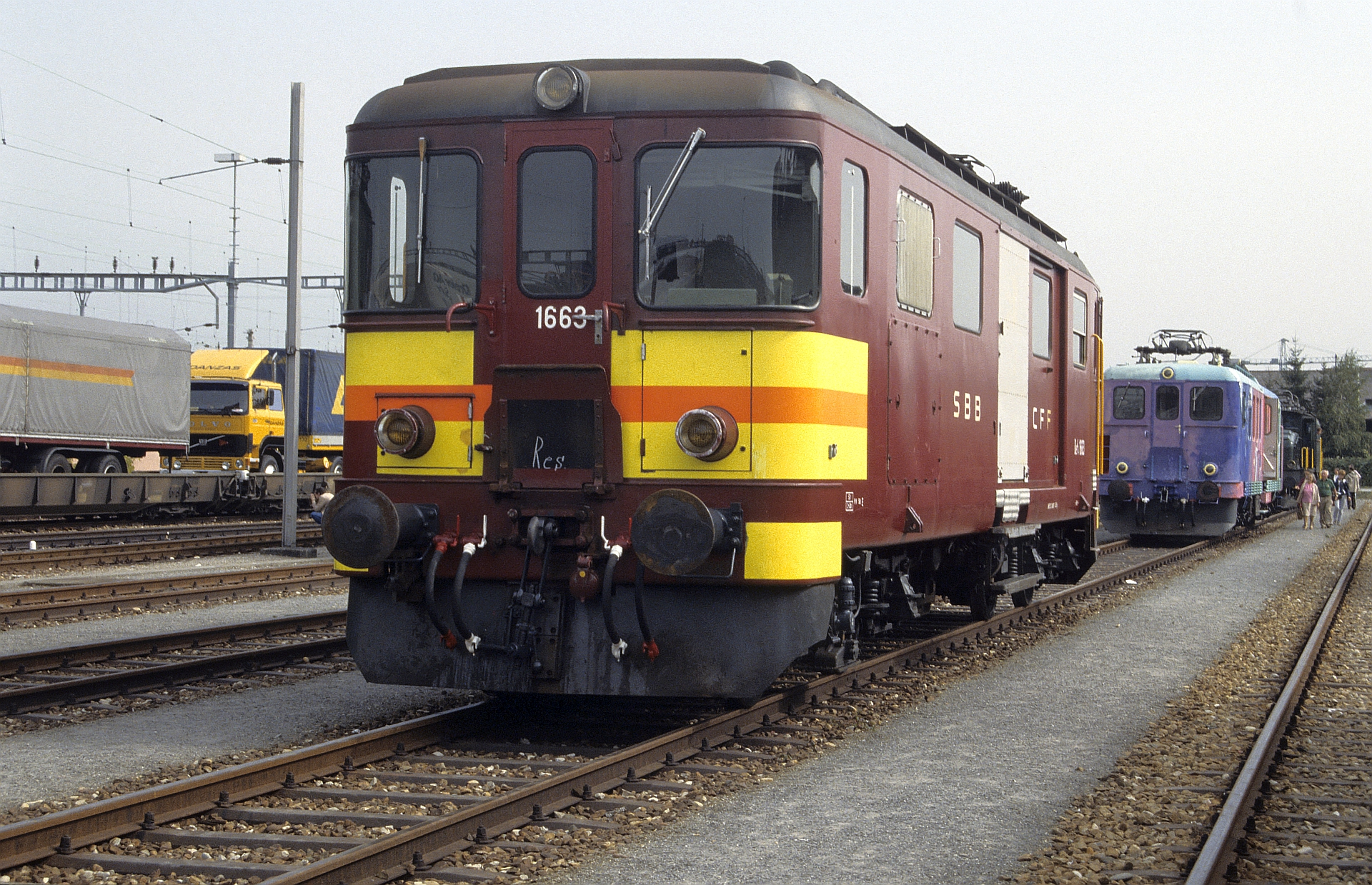
SBB De 4/4 1663 mit gelb-orangen Warnfolien für den Einsatz auf der Seetalbahn in Basel im Oktober 1985

Die Triebwagen 1661 bis 1668 waren von 1930 bis 1987 auf der Seetalbahn im Einsatz. Um die Erkennbarkeit an den zahlreichen Niveauübergängen zu verbessern, erhielten sie Mitte der fünfziger Jahre einen rotbraunen Anstrich. Die umgebauten De 4/4 kamen mit Ausnahme des zuerst umgebauten 1669 rot in Betrieb. 1977 wurde auch De 4/4 1669 rot und 1981 zusätzlich der Steuerwagen Bt 28-03 903, der gleichzeitig geschlossene Plattformen erhielt. Zu Beginn der achtziger Jahre wurden die Stirnfronten der im Seetal eingesetzten Trieb- und Steuerwagen zusätzlich mit gelb-orangen Warnfolien beklebt, um auf der gefährlichen Strecke gut erkannt zu werden. Auch die danach eingesetzten RBe 4/4-Prototypen und DZt erhielten solche Warnfolien, bei allerdings grünem Fahrzeuganstrich.

### Erhaltene Fahrzeuge
Bei SBB Historic ist der betriebsbereite Triebwagen 1679 in tannengrüner Farbgebung erhalten geblieben. Im Verkehrshaus Luzern (VHS) befinden sich der Triebwagen 1678, in blauweisser Farbgebung mit der Nummer 18518 beschriftet, sowie ein Drehgestell des zur Umrichterlokomotive umgebauten Triebwagen 1685.